# Nagyboldogasszony-kápolna (Csíkszentgyörgy)
A csíkszentgyörgyi Nagyboldogasszony-kápolna a csíkszentgyörgyi egyházközséghez tartozó kis kápolna, a közeli Pósa-hegy nevezetű helyen. Illyés András erdélyi püspök építette, mert a legenda szerint kisgyermekként itt menekült meg egy medvetámadástól. A gótikus stílusú kápolna  1713-ra készült el, ezért az 1712-ben elhunyt Illyés András már nem láthatta.
Irodalomtörténeti különlegesség, hogy a kápolnában játszódik Nyirő József Uz Bence című regényének V. fejezete.

## Búcsúja
A Nagyboldogasszony tiszteletére felépített kápolna búcsúját augusztus 15-én tartják.